# Старые Какси
Старые Какси —  деревня в Можгинском районе Республики Удмуртия Российской Федерации. 

## География
Находится в пределах Можгинской возвышенности, при реке Алмач, в 20 км к югу от Можги и в 87 км к юго-западу от центра Ижевска.

## История
С 1955 по 2004 годы административный центр Старокаксинского сельсовета.
С 2004 по 2016 годы административный центр Старокаксинское сельское поселение, сменившее Старокаксинский сельсовет.
С 2016 по 2021 годы входило сельское поселение Можгинское, после преобразованы, путём их объединения, ряда муниципальных образований района.
С 25 июня 2021 года, в связи с преобразованием муниципального района в муниципальный округ сельское поселение Можгинское упразднено и деревня входит в новообразованный муниципальный округ «Можгинский район».

## Население
| 2008 | 2010 | 2012 |
| ---- | ---- | ---- |
| 325  | ↗346 | ↘339 |

## Известные уроженцы, жители
- До войны учителем местной начальной школы работал Павлов, Никифор Павлович (1922—2008), советский и российский историк-аграрник.

## Инфраструктура
Личное подсобное хозяйство.
Основа экономики — сельское хозяйство.

## Транспорт
Деревня доступна автотранспортом. Остановка общественного транспорта «Старые Какси».